# Saint-Ferjeux
Saint-Ferjeux è un comune francese di 82 abitanti situato nel dipartimento dell'Alta Saona nella regione della Borgogna-Franca Contea.

## Società

### Evoluzione demografica
Abitanti censiti